# Corieltauové

Území, na kterém sídlili Corieltauové

Corieltauové byli keltským kmenem, který žil v Británii před dobytím území Římany a následně civitas římské provincie Británie. Jejich domovina se nacházela v místech dnešního regionu East Midlands, konkrétně v hrabstvích Lincolnshire, Leicestershire, Nottinghamshire, Derbyshire, Rutlandem a Northamptonshire. Hlavním městem tohoto kmene bylo Ratae Corieltauvorum (dnešní Leicester).
Na severu s nimi sousedili Brigantové, na západě Cornoviové, na jihu Dobunové a Catuvellauni a z východu to byli Icenové.

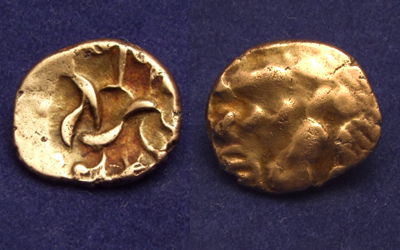
Zlatý statér keltského kmene Corieltaů

## Pozdní doba železná
Corieltauové byli převážně zemědělským lidem s několika silně opevněnými místy a náznakem centralizované vlády. Zdá se, že byli federací několika malých kmenových skupin. Začátkem 1. století př. n. l. začali razit vlastní mince. Na prvních sériích se objevovala dvě jména, kvůli značnému zkrácení však nejsou identifikovatelná. Později se na mincích ze tří sérií ražených okolo roku 45 vyskytoval nápis Volisios, který byl pravděpodobně zdejším panovníkem. Společně s ním bývala vyobrazena také jména Dumnocoveros, Dumnovellaunus a Cartivellaunos, o kterých se uvažuje jako dílčích vládcích. Mincovna se nejspíše nalézala v dnešním Sleafordu.
V roce 2000 byl objeven Hallatonský poklad, který dvojnásobně navýšil počet doposud známých corieltauských mincí.

## Římská nadvláda
Nejsou známy zmínky o jakémkoliv odporu proti Římanům. Ratae Corieltauvorum bylo zabráno v roce 44 a byla zde umístěna legie Legio IX Hispana. Skrze území kmene byla postavena cesta Fosse Way.

## Zajímavosti
Jméno kmene použil ve svém názvu atletický klub Leicester Coritanian A.C.